# Jefferson Lima
Jefferson Ely Vale de Lima (Belém, 30 de novembro de 1974) é um empresário, radialista, apresentador de televisão e ativista político brasileiro, filiado ao Podemos (PODE). Atualmente, Jefferson Lima apresenta o programa Jefferson Lima na TV na TV Grão Pará e na Norte Brasil Televisão.

## Biografia
Jefferson Ely Vale de Lima nasceu em 30 de Novembro de 1974.
Desde cedo, alimentava o sonho de trabalhar no rádio e na televisão. Enquanto essa oportunidade não surgia, iniciou sua trajetória como locutor de festas na antiga Broadway, uma casa de shows no bairro de Canudos.
Passou por diversas rádios do interior do estado, incluindo emissoras em Paragominas e Breves. Sua primeira oportunidade no rádio em Belém veio em 1995, quando trabalhou na 99 FM e, posteriormente, na Rádio Jovem 100,9 MHz (atual Mix FM).
Em 1999, passou a integrar a equipe de locutores da Rádio Rauland, atuando como repórter do programa Comando Geral, apresentado por Wladimir Costa. Também participou do programa Alô Show, de Nonato Pereira.
Ainda em 1999, conseguiu seu próprio programa, inicialmente no período da tarde e, depois, na faixa da manhã. Essa atração matinal, exibida das 9h às 11h, recebeu o nome de Show da Manhã.
Desde 2007, já apresentava seu próprio programa de televisão, Jefferson Lima na TV, na emissora associada à rádio onde trabalhava. Teve também uma breve passagem pela RedeTV! com o programa Repórter 47.
Em 2012, candidatou-se à prefeitura de Belém. Por conta dos compromissos eleitorais, afastou-se temporariamente do rádio e da televisão, retornando no ano seguinte. Em 2013, estreou o programa Jefferson Lima Livre na TV Grão Pará e, em 30 de setembro do mesmo ano, passou a integrar a equipe da Rádio Boas Novas.
Em 2014, após perder a eleição para senador, Jefferson Lima conseguiu um programa na RBA TV, Jefferson Lima na TV. Em 2020, deixou a emissora e retornou à TV Grão Pará para apresentar um programa homônimo.
Em 2021, estreou na Rádio Liberal FM, onde comandou o Vitrine Liberal e também apresentou o Domingão Liberal. No entanto, em janeiro de 2025, foi demitido da emissora. Sua saída gerou especulações entre seus seguidores, que apontaram possíveis motivações políticas para o ocorrido.

### Trajetória política
Em 2004, se candidatou a vereador de Belém pelo PV, acabando não eleito com 1.948 votos (0,27%).
Nas eleições municipais de Belém, em 2012, Jefferson Lima concorreu a prefeitura da capital pelo Partido Progressista, mas não ganhou a eleição, que levou Zenaldo Coutinho ao cargo superior municipal. Jefferson recebeu, em primeiro turno, 99.714 votos, somando 12,89% do eleitorado.
Em 2014, Jefferson Lima se candidatou ao cargo de senador pelo estado do Pará, também filiado ao PP, obtendo 741.427 votos (21,92%). Diante disso, o candidato alcançou o segundo lugar na apuração, ficando abaixo, apenas, do então eleito senador Paulo Rocha, do PT.
Já em 2016, Jefferson Lima se candidatou como prefeito de Ananindeua pelo PMDB, na coligação "Do lado da gente pra fazer diferente". Na disputa, perdeu as eleições municipais para o incumbente Manoel Pioneiro, ficando como segundo colocado, com cerca de 58.895 votos (25,62%).
Também participou das eleições de 2018 para deputado estadual do Pará, na coligação "Esperança Renovada", do MDB, atingindo o número de 21.699 votos, que não foram suficientes para que o candidato fosse eleito.
Em 2020, anunciou sua pré-candidatura a prefeito de Belém novamente pelo Progressistas. O Instituto Datailha, fez entre os dias 26 e 28 de agosto uma pesquisa de intenções de voto para prefeito de Belém. Mesmo sem ainda ter anunciado sua pré candidatura, Jefferson Lima ficou em segundo lugar nas intenções de voto, perdendo apenas para Edmilson Rodrigues do PSOL. Na convenção do Partido Progressista que, a princípio lançaria a candidatura de Jefferson Lima à Prefeitura de Belém, na última hora, na sede do partido na Cidade Velha, o partido, em votação, decidiu se coligar ao PSD e apoiar a candidatura de Gustavo Sefer, que havia acabado de ser homologada. Por dez votos a cinco, o grupo optou por declinar do lançamento de Jefferson Lima ao pleito da gestão municipal.

## Desempenho em eleições
| Ano  | Eleição                 | Coligação                                                          | Partido | Candidato a       | Votos            | Resultado  |
| ---- | ----------------------- | ------------------------------------------------------------------ | ------- | ----------------- | ---------------- | ---------- |
| 2008 | Municipal de Belém      | PV                                                                 | PV      | Vereador          | 1.948 (0,27%)    | Suplente   |
| 2012 | Municipal de Belém      | PP                                                                 | PP      | Prefeito          | 99.714 (12,89%)  | Não Eleito |
| 2014 | Estadual no Pará        | PP                                                                 | PP      | Senador           | 741.427 (21,92%) | Não Eleito |
| 2016 | Municipal de Ananindeua | Do Lado Da Gente Pra Fazer Diferente (PMDB / PRB / PHS / PP / PMB) | PMDB    | Prefeito          | 58.895 (25,62%)  | Não Eleito |
| 2018 | Estadual no Pará        | Esperança Renovada (MDB / DC / PSD)                                | MDB     | Deputado estadual | 21.699 (0,54%)   | Suplente   |
| 2024 | Municipal de Belém      | PODE                                                               | PODE    | Prefeito          | 36.354 (4,53%)   | Não Eleito |

## Controvérsias
Nas eleições municipais de 2012, em Belém, após ficar em terceiro lugar na disputa pelo cargo como prefeito no primeiro turno, Jefferson passa a apoiar a candidatura de Zenaldo Coutinho, prefeito eleito naquele ano. Jefferson Lima, em decorrência do apoio ao representante do PSDB, que foi relevante para a eleição de Zenaldo, passou a receber críticas do eleitorado.
Em 2013, foi condenado no dia 30 de abril pela juíza Silvana Maria de Lima e Silva, da 5ª Vara do Juizado Especial Criminal de Belém. O radialista estava sendo denunciado originalmente por ameaça e tentativa de homicídio. A pena foi convertida ao cumprimento de prestação de serviços à comunidade ou entidades públicas. O radialista atrasou por vários meses o pagamento das taxas condominiais da mansão em que mora no luxuoso condomínio Greenvile I, localizado na Av. Augusto Montenegro, o que resultou na suspensão do fornecimento de água. Visivelmente nervoso e alterado, segundo testemunhas que presenciaram o caso, ele passou a desferir ameaças e agredir verbalmente a direção do condomínio. Tentou também invadir a residência de uma dos membros da Comissão Administrativa. Ainda segundo testemunhas, o radialista entrou em seu carro (Pajero de cor preta) e tentou atropelar a mesma, sem conseguir, e acabou danificando outro veículo estacionado nas imediações.
Em 2014, o candidato a senador foi amplamente criticado pela população por mudar seu apoio político no segundo turno das eleições estaduais, opondo-se à candidatura do governador Simão Jatene, e oferecendo apoio à Helder Barbalho. Tal posicionamento, contrário às diretrizes do Partido Progressista, ocasionou a desfiliação do candidato, que passou a fazer parte do MDB.
Além disso, Jefferson Lima arcou com uma multa aplicada pelo Tribunal Regional Eleitoral no valor de dois mil reais, mediante processo por propaganda eleitoral irregular. O pleito é resultante do ajuizamento de 268 ações contra ilegalidades de propaganda eleitoral, iniciadas pela Procuradoria Regional Eleitoral, relativas às eleições de 2014.